# Viskolc
Viskolc (horvátul: Viškovci) falu és község Horvátországban, Eszék-Baranya megyében. Közigazgatásilag Farkasfalva és Vučevci tartoznak hozzá.

## Fekvése
Eszéktől légvonalban 29, közúton 39 km-re délnyugatra, Diakovártól 5 km-re északkeletre, Szlavónia középső részén, a Jošava-patak partján fekszik. Településrészei: Kudeljara, Fond, Slaščak, Stari Kuševac, Stari Pitinac és Viškovci - stanica.

## Története
A régészeti leletek tanúsága szerint a község területe már az őskor óta lakott. Viskolctól 2,5 km-re délkeletre található a környezetéből kiemelkedő „Gradina” nevű lelőhely, melyet délről a Jošava-patak, keletről pedig a Rit-csatorna határol. Itt a bronzkori és késő vaskori leletek mellett római tégla és kerámiatöredékeket, valamint középkori leleteket is találtak. Római leletek kerültek elő a falutól mintegy 700 méterre délkeletre, a Viskolc-Forkuševci út déli oldalán a „Mišjak” lelőhelyen. A Rit-csatorna felé lejtő magaslat délnyugati oldalán, a szántóföldön nagy mennyiségű téglatöredék, sírkőlapok darabjai és római pénzek bukkantak elő, melyek valószínűleg egy római temető maradványai. Ugyancsak római kori lelőhely a falutól 1,5 km-re délre fekvő „Vinogradi”, mely 0,7 km-re fekszik a Jošava-tó gátjától. Itt római téglákat, cseréptöredékeket, fémtárgyakat és római pénzérméket találtak. A leletek nagy részét megsemmisítette az intenzív földművelés.
A mai települést már 1438-ban említik „Wyskolcz” alakban. A 15. században a garai uradalom birtokközpontja volt, mely körül számos, azóta megszűnt falu létezett. A török 1536-ban szállta meg a települést. A horvát lakosság átvészelte a török uralmat a 17. század végéig, amikor 9 lakott ház állt a településen. A 18. század első felében a betelepülések következtében lakossága megtöbbszöröződött. 1758-ban már 63 ház állt itt. Ez a szám lényegében a 19. század elejéig megmaradt.
Az első katonai felmérés térképén „Viskovcze” néven található. Lipszky János 1808-ban Budán kiadott repertóriumában „Viskovcze” néven szerepel. Nagy Lajos 1829-ben kiadott művében „Viskovcze” néven 139 házzal, 884 katolikus és 8 ortodox vallású lakossal találjuk. 1870-től a horvát lakosság a közeli nagyobb városokba, Eszékre, Diakovárra, Vinkovciba és Bródba kezdett kitelepülni. A 19. század végén az elvándorolt horvátok helyére főként Bácskából nagyszámú német és magyar lakosság telepedett le.
A településnek 1857-ben 767, 1910-ben 1196 lakosa volt. Verőce vármegye Diakovári járásának része volt. Az 1910-es népszámlálás adatai szerint lakosságának 47%-a horvát, 38%-a német, 12%-a magyar anyanyelvű volt. Az első világháború után 1918-ban az új szerb-horvát-szlovén állam, majd később (1929-ben) Jugoszlávia része lett. A partizánok 1944-ben elüldözték a német és magyar lakosságot, a helyükre a háború után horvátok települtek. 1991-től a független Horvátországhoz tartozik. 1991-ben lakosságának 97%-a horvát nemzetiségű volt. 2011-ben a falunak 1144, a községnek összesen 1906 lakosa volt.

## Lakossága
| Lakosság változása | Lakosság változása | Lakosság változása | Lakosság változása | Lakosság változása | Lakosság változása | Lakosság változása | Lakosság változása | Lakosság változása | Lakosság változása | Lakosság változása | Lakosság változása | Lakosság változása | Lakosság változása | Lakosság változása | Lakosság változása |
| ------------------ | ------------------ | ------------------ | ------------------ | ------------------ | ------------------ | ------------------ | ------------------ | ------------------ | ------------------ | ------------------ | ------------------ | ------------------ | ------------------ | ------------------ | ------------------ |
| 1857               | 1869               | 1880               | 1890               | 1900               | 1910               | 1921               | 1931               | 1948               | 1953               | 1961               | 1971               | 1981               | 1991               | 2001               | 2011               |
| 789                | 868                | 851                | 1.023              | 1.064              | 1.210              | 1.219              | 1.245              | 1.447              | 1.519              | 1.673              | 1.463              | 1.272              | 1.261              | 1.206              | 1.144              |

## Nevezetességei
Szent Máté apostol tiszteletére szentelt római katolikus plébániatemplomát 1779-ben építették. A plébániát 1966-ban alapították.

## Kultúra
- A KUD „Ivan Tišov” a település kulturális és művészeti egyesülete. Az egyesületben 4 szekcióban 130 taggal működik. Rendszeres résztvevői a „Đakovački vezovi”, a „Piškorevački sokaci” és a „Đakovački bušari” fesztiváloknak.
- A Szent Máté plébánia „ADEO” ifjúsági csoportja

## Oktatás
„Luka Botić” általános iskola

## Sport
- Az NK „Radnički” Viškovci labdarúgócsapata a megyei 3. ligában szerepel.
- Moto klub „Viškovci” motorosklub
- UŠ „Smuđ” Viškovci sporthorgászklub

## Egyesületek
- „Jarebica” vadásztársaság
- DVD Viškovci önkéntes tűzoltóegylet